# ألماني كوميك كون
ألماني كوميك كون هو مؤتمر للمعجبين نظمته Cool Conventions وShowmasters Events الذي أقيم لأول مرة في ويستفالنهالين في دورتموند في ديسمبر 2015. كان الحدث الأول من نوعه، على غرار سان دييغو كومك كون إنترناشونال ونيويورك كوميك كون، ومنذ ذلك الحين تم عقده في دورتموند وميونخ وبرلين وفرانكفورت.
انضم ألماني كوميك كون إلى كوميك كون أهوي في روتردام وFilmbörse وGerman Castle Con وWeekend of Hell. يتم تقديم جائزة Rudolph Dirks في ألماني كوميك كون.